# Michelle Wild
Katalin Vad (Budapest, 16 de enero de 1980), más conocida como Michelle Wild, es una actriz pornográfica húngara.

## Biografía
Michelle Wild se graduó de la preparatoria Kossuth Lajos Gimnázium en su natal Sátoraljaújhely en 1999. Trabajaba como operadora en una línea erótica por teléfono y como bailarina erótica, lo que le permitió desenvolverse en la industria porno. Comenzó su carrera como actriz en el año 2001 a la edad de 21 años. Su primera película fue Sex Opera con el nombre artístico de 'Katia' dirigida por Antonio Adamo, película que fue filmada en ese mismo año, luego de lo cual, Michelle trabajó repetidamente para esta misma empresa.
Michelle Wild ha trabajado con directores como Kovi, quien también trabaja bajo la empresa Private produciendo filmes como Brides & Bitches y The Sex Secrets of the Paparazzi. También trabajo con directores como John Leslie (Crack Her Jack 1) y Rocco Siffredi (Animal Trainer). Michelle Wild aparece en más de 90 películas para adultos desde que comenzó su carrera.
Ganó el premio "the best actress" en el Brussels Erotic Festival 2003. En ese mismo año, Private produjo un semi-documental llamado "The Private Life of Michelle Wild" en honor a la carrera artística de Michelle Wild. La película incluye escenas de películas anteriores en donde aparece ella, al igual que ofrece algunas escenas donde Michelle Wild habla sobre sus deseos además de algunos "detrás de las cámaras".
Michelle Wild se hizo muy popular en Hungría, en donde sus fanes la adoran por su inteligencia y por su hermosa personalidad. Durante el tiempo que participó en el negocio de películas para adultos ella ganó numerosos reconocimientos a su carrera en dicho país.
Cuando se llevó a cabo en Budapest la tercera anual Tutti Frutti szexkorona díjátadó gála, la ceremonia de entrega de premios para el hardcore húngaro en el cual hay 16 categorías al igual que los Oscars, se le hizo un tributo a Michelle Wild que para ese tiempo estaba embarazada y retirada del negocio, se presentó ganando un Lifetime Achievement Award. Por ser la estrella y lograr una gran venta en películas como: 110% Natural n.º 4, 3X1:Three Girls on One Guy, Crack Her Jack, Click Here to Enter, I want to Fuck You In the Kitchen, Fresh Meat n.º 17: City Morgue, etc. Ella dijo al recibir el premio "es un gran gesto que me dieron este premio de la empresa". Mientras que el director Kovi parecía especialmente conmovido con lo que dijo: "Estoy triste de que Michelle se retire, porque ella no podrá ser sustituida jamás".
Michelle tenía un espacio en la revista FHM y es conductora de un programa de radio por la noche. Ella conoció a su futuro esposo, un camarero de restaurante, cuando fue su invitado en su programa de radio.
Michelle se presentó en una edición de diciembre de la revista de Playboy en Hungría que fue anunciada meses antes, quien la clasificó como todo un símbolo sexual. La revista fue una de las más vendidas de la empresa.
Michelle Wild dio a luz a su hija llamada Málna Vad Horváth el 21 de diciembre de 2004, y se retiró del entretenimiento para adultos en el 2005.
Michelle interpreta a Ivett Janovics, una enfermera de un hospital en la serie llamada Jóban Rosszban ("Good Times, Bad Times") en la televisión de Hungría. Además de que ha aparecido en varias portadas para la revista para hombres FHM, aparte de salir en películas húngaras como Jott egy busz o la série de TV Jóban Rosszban. Se espera que se considere como un símbolo de la pantalla.

## Premios
- 2003 Premio Venus - Mejor actriz húngara.
- 2003 Premio Ninfa en el festival internacional de cine erótico en Barcelona - Mejor actriz de soporte en Hot Rats.
- 2004 Premio X - Mejor actriz en el festival de cine erótico de Bruselas.